# Mury serwiańskie

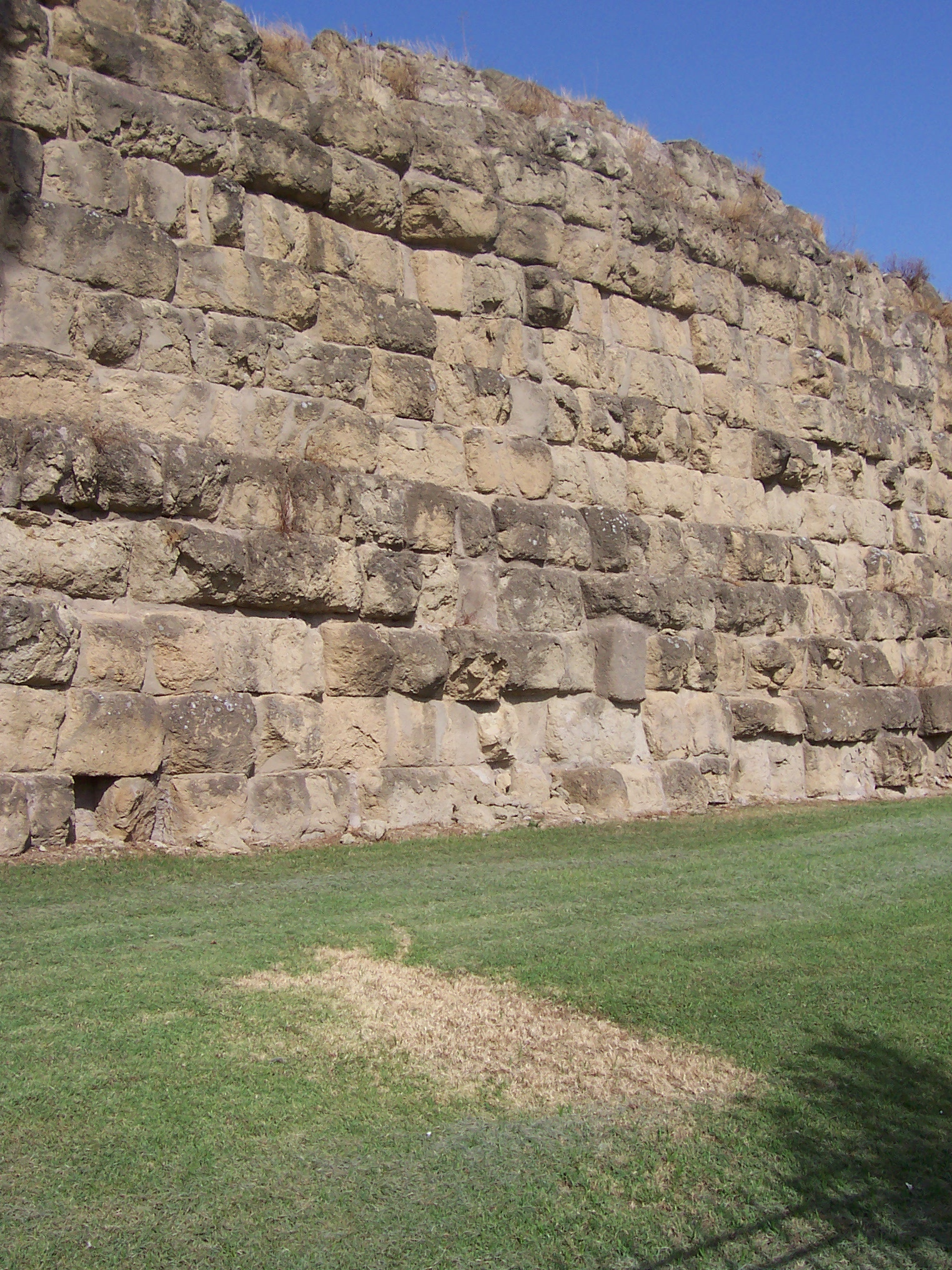
Zachowany fragment murów serwiańskich

Mury serwiańskie, mury Serwiusza (łac. Murus Servii Tullii) – mylna nazwa muru obronnego wzniesionego z rozkazu senatu po 378 p.n.e. wokół antycznego Rzymu po najeździe Galów w 390 p.n.e. pod wodzą Brennusa. Budowa trwała w latach 378–352 p.n.e. Mur ten miał około 3,6 metra grubości i dochodził do 9,5 metrów wysokości, a jego obwód wynosił około 11 kilometrów i zbudowany był z wykorzystaniem resztek ziemnego wału (agger) istniejącego najprawdopodobniej od czasów króla Serwiusza Tuliusza (od niego pochodzi nazwa murów). Mur biegł wzdłuż siedmiu wzgórz rzymskich i zbudowany był techniką opus quadratum, z bloków tufu (z Grotta Osccura) i (Fidenae) o wymiarach 20 do 30 cm (wysokość), 55 do 66 cm (szerokość) i 75 do 90 cm (długość). Mury były naprawiane w 217 i 212 r. oraz częściowo przebudowane w 87 r. Były to najstarsze mury okalające miasto. Szczątki murów serwiańskich zachowały się do dziś w stanie pozwalającym na określenie ich zasięgu.